# 屈济约
屈济约（法語：Cuzieu，法語發音：[kyzjø]）是法国卢瓦尔省的一个市镇，位于该省中部，属于蒙布里松区。

## 地理
屈济约（45°36'33"N, 4°15'41"E）面积11.51 平方千米，位于法国奥弗涅-罗讷-阿尔卑斯大区卢瓦尔省，该省份为法国中南部省份，北起顺时针与索恩-卢瓦尔省、罗讷省、伊泽尔省、阿尔代什省、上盧瓦爾省、多姆山省和阿列省接壤。
与屈济约接壤的市镇（或旧市镇、城区）包括：福雷地区贝勒加德、尚伯夫、蒙特龙莱班、里瓦、圣安德烈勒皮、圣加尔米耶、于尼亚。
屈济约的时区为UTC+01:00、UTC+02:00（夏令时）。

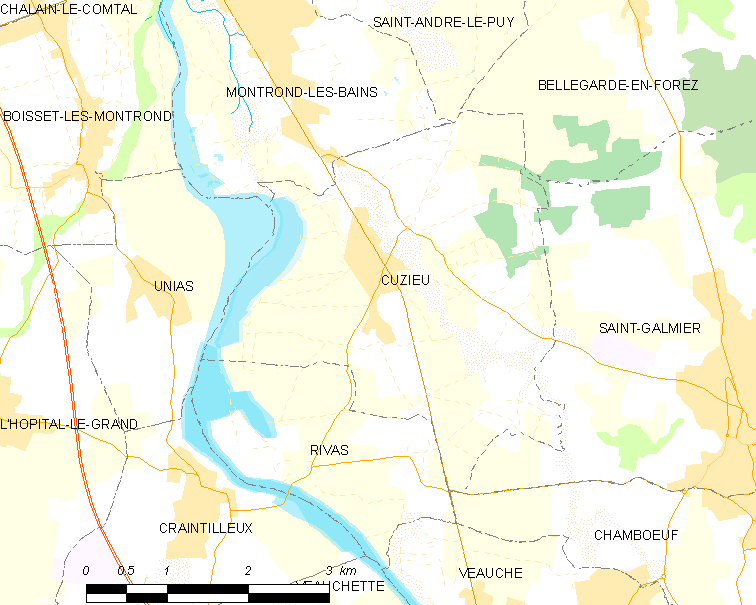
屈济约的OSM定位图

## 行政
屈济约的邮政编码为42330，INSEE市镇编码为42081。

## 政治
屈济约所属的省级选区为昂德雷济约-布泰翁县。

## 交通
卢瓦尔省省道D6线、D16线和D1082线在市中心交汇。

## 人口

1962-2008年间屈济约人口变化图示

屈济约于2022年1月1日时的人口数量为1496人。